# Xandres Vervloesem
Xandres Vervloesem (né le 13 mai 2000 à Lierre) est un coureur cycliste belge.

## Biographie
En 2020, il se distingue au mois d'aout en remportant la Ronde de l'Isard, course par étapes réputée chez les grimpeurs espoirs,. Dans la foulée, il signe un premier contrat professionnel de deux ans avec l'équipe World Tour Lotto-Soudal. Il met finalement un terme à sa carrière en décembre 2022, à 22 ans, ayant perdu le plaisir de son métier.

## Palmarès
- 2017
  - 6e étape du Tour du Valromey
  - 3e étape d'Aubel-Thimister-La Gleize
  - 2e du Tour du Valromey
  - 3e d'Aubel-Thimister-La Gleize
- 2018
  - 2e du Grand Prix E3 juniors
  - 2e du championnat de Belgique du contre-la-montre par équipes juniors
  - 3e du Grand Prix Général Patton
  - 9e du championnat d'Europe sur route juniors
- 2020
  - Classement général de la Ronde de l'Isard

## Classements mondiaux
| Année                                 | 2020 | 2021  |
| ------------------------------------- | ---- | ----- |
| Classement mondial                    | 898e | 2706e |
| UCI Europe Tour                       | 710e | 1768e |
|                                       |      |       |
| Légende : nc = non classéSource : UCI |      |       |